# ニッダー川

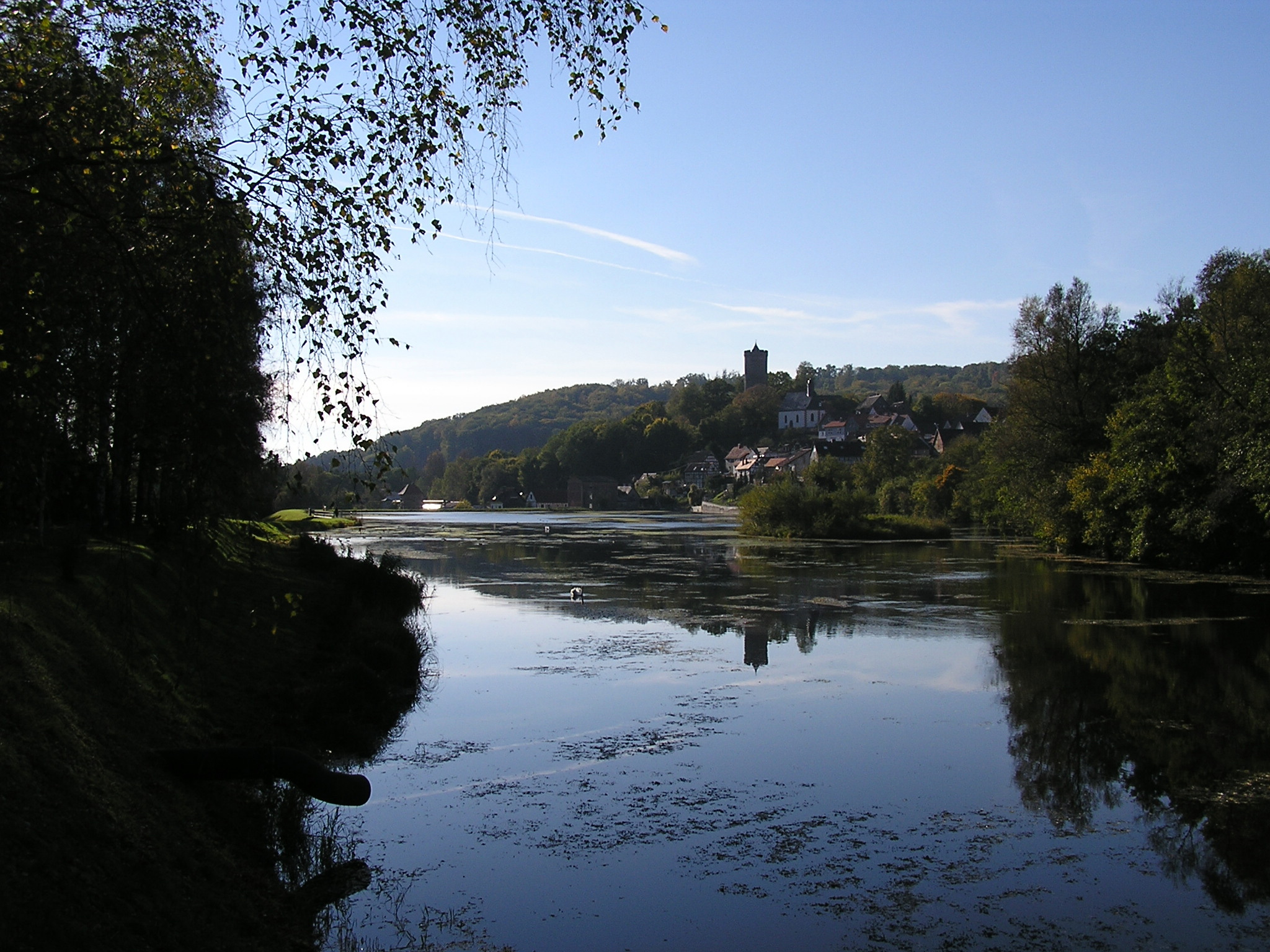
リースベルク発電所取水池

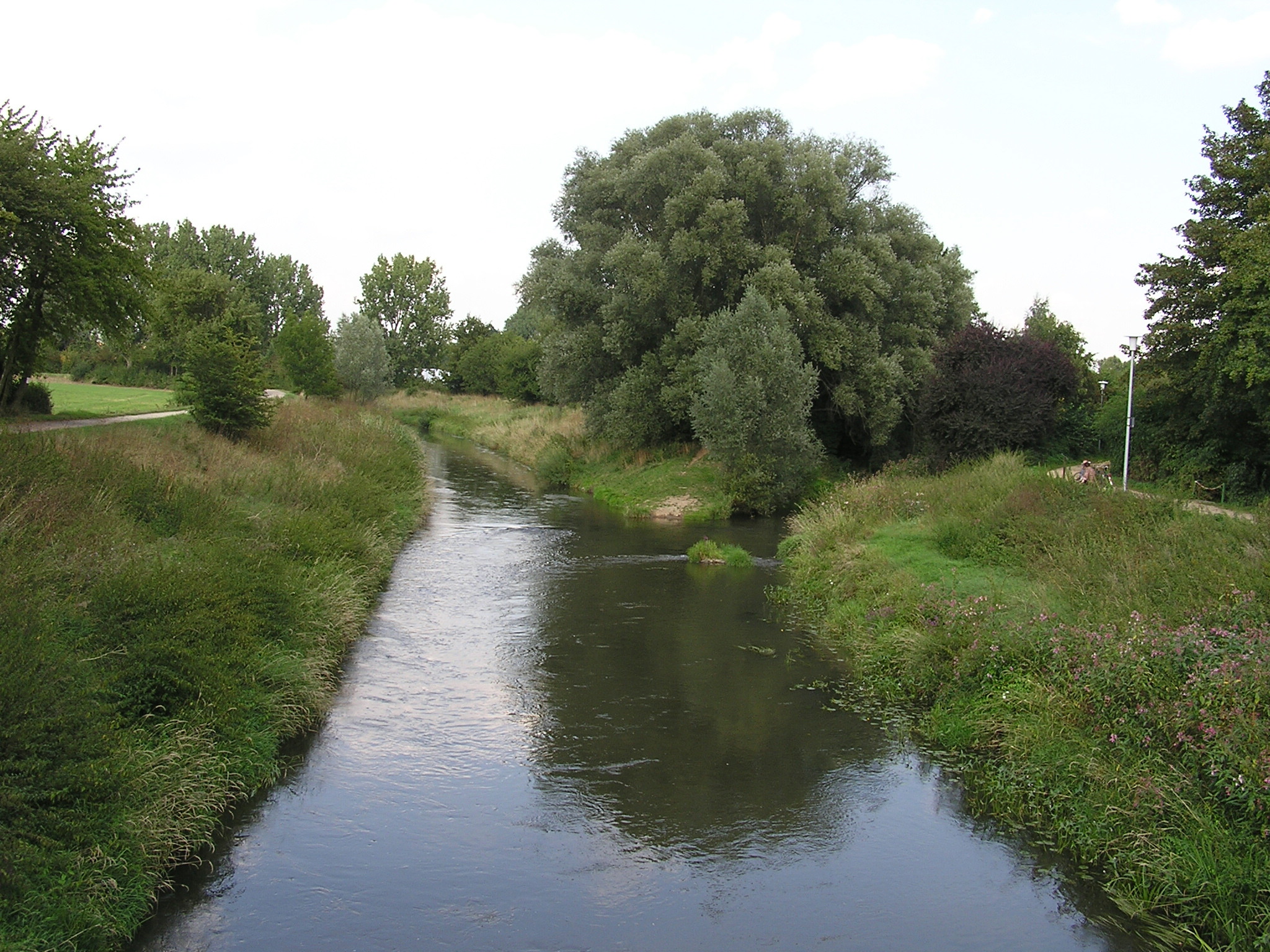
ニッダー川河口

ニッダー川（ニッダーがわ、Nidder）は、ドイツ、ヘッセン州を流れる川でニッダ川左岸の支流である。

## 流路
ニッダー川は、フォーゲルスベルク山地のヘルヒェンハイナー・ヘーエ付近（海抜733m）の降水量の多い高地森林地域に湧出する。この小川がジーヒェンハウゼンやカウルシュトース、ゲーデルンの近くを流れ、ゲーデルン湖に水を供給する。ヒルツェンハインでニッダー川は発電所のあるフォルシュタウを通る。オルテンベルク＝リースベルク付近では、オルテンベルク＝リースベルク揚水式発電所の調整池の傍らを流れる。この池にはニッダー川だけでなくヒラースバッハ川からも水が供給されている。グランブルク付近ではニッダーラウエン自然保護区の傍らを流れ、ニッダー川はリントハイムに至る。ここでは、ビューディンゲン方面から流れてきたゼーメンバッハ川を合わせる。アウトバーンA45の下を横切って、ニッダー川は、ヴェッターラウ（ヴェッター川の草地・湿地帯）に至る。アルテンシュタット、ヘヒスト・アン・デア・ニッダーおよびアイヒェンを過ぎてニッダーラウへと川は流れる。この街の名前は、ニッダー川の河原の草地にちなんで命名された。シェネックを過ぎ、ニーダードルフェルデンの近くをニッダー川はバート・フィルベル方面へ向かい、グローナウ地区でニッダ川に合流する。

## 治水
人工的に直線的に改修され、「コルセット」をつけられたニッダ川とは対照的に、ニッダー川は、ほとんどの箇所が、自然の河床のままである。毎年秋や冬になるとニッダー川では洪水が見られ、多くの部分で堤防を越え、アルテンシュタット、ニッダーラウやシェネックでは大きな湖沼地帯を形成している。周辺住民の環境意識の強まりや浄水設備の建設などでニッダー川には魚が豊富で、種類も多い。ニッダー川は多くの箇所で河川水質等級クラスIIに格付けされている。

## 産業
中世には、この川は、アイヒェン、ヘルデンベルゲン、ニーダードルフェン、あるいはヴィンデッケンなど流れに沿って設けられた水車が経済上重要な意義を持っていた。現在でも、もちろん水力ではないが、シェネックでは、フィリッピ＝ミューレやティルマン＝ミューレといった穀物の製粉業が営まれている。
オルテンベルク＝リースベルクの近くにはリースベルク揚水式水力発電所がある。ヒルツェンハインではヒラースバッハ川の水を堰き止め、自然の高低差を利用して電力生産を行っている。この発電所の背後の調整池は野鳥の生息地に場所を提供している。池には水車用の導水路もある。一機の水車が自家消費分の電力を生産している。

## 交通
ニッダー川の渓谷沿いには交通路も延びている。フランクフルト・アム・マインからグラウブルク＝シュトックハイムへ、ヤーレンからゲーデルンやグレーベンハインを越えてラウターバッハへとニッダータール鉄道の軌道が、この地域を走っている。他にも、連邦道路B521やB275は数kmにわたってニッダー川沿いを走っている。
ハイキングやインラインスケート、サイクリングにもニッダー渓谷は適している。グラウブルクからラウターバッハへのかつての鉄道路線跡が自転車道となっている。